# Żeglarstwo na Letnich Igrzyskach Olimpijskich 1920 – jole 12-stopowe
Zawody w żeglarskiej klasie jole dwunastostopowe podczas VII Letnich Igrzysk Olimpijskich odbyły się w dniach 7–8 lipca i 3 września 1920 roku na wodach Ostendy i Amsterdamu.

## Informacje ogólne
Zawody składały się z trzech wyścigów. Punkty były przyznawane za miejsca zajęte na mecie – liczba punktów równa była zajętej lokacie. Na wynik końcowy składała się suma wszystkich punktów, przy czym wyższą lokatę zajmował jacht o mniejszej liczbie punktów. Przy równej punktacji załóg przeprowadzana była między nimi dogrywka.
Do zawodów zgłosiły się dwa holenderskie jachty. W Ostendzie w dniach 7–8 lipca zostały rozegrane dwa wyścigi – w pierwszym triumfował Boreas, zaś wyniki drugiego wyścigu zostały anulowane. Na wniosek Belgijskiego Komitetu Olimpijskiego pozostałe wyścigi zostały rozegrane w Amsterdamie 3 września tego roku. W ponownie rozegranej drugiej odsłonie Beatrijs III wyrównał stan rywalizacji. Następnie Boreas nie ukończył decydującego wyścigu, zatem złote medale przypadły załodze Beatrijs III.

## Wyniki
| Pozycja | Załoga                               | Jacht        | Wyścig I | Wyścig I | Wyścig II | Wyścig II | Wyścig III | Wyścig III | Ogółem |
| Pozycja | Załoga                               | Jacht        | Pozycja  | Punkty   | Pozycja   | Punkty    | Pozycja    | Punkty     | Punkty |
| ------- | ------------------------------------ | ------------ | -------- | -------- | --------- | --------- | ---------- | ---------- | ------ |
| złoto   | Cornelis Hin Frans Hin Johan Hin     | Beatrijs III | 2        | 2        | 1         | 1         | 1          | 1          | 4      |
| srebro  | Arnoud van der Biesen Petrus Beukers | Boreas       | 1        | 1        | 2         | 2         | DNF        | 2          | 5      |